# Margaretha Lindahl
Margaretha Louise Lindahl (Sveg, 20 de octubre de 1974) es una deportista sueca que compitió en curling.
Participó en los Juegos Olímpicos de Nagano 1998, obteniendo una medalla de bronce en la prueba femenina.
Ganó dos medallas de oro en el Campeonato Mundial de Curling, en los años 1998 y 1999, y tres medallas en el Campeonato Europeo de Curling entre los años 1996 y 1999.

## Palmarés internacional
| Juegos Olímpicos   | Juegos Olímpicos       | Juegos Olímpicos  | Juegos Olímpicos |
| Año                | Lugar                  | Medalla           | Prueba           |
| ------------------ | ---------------------- | ----------------- | ---------------- |
| 1998               | Nagano (Japón)         | Medalla de bronce | Equipo           |
| Campeonato Mundial |                        |                   |                  |
| Año                | Lugar                  | Medalla           | Prueba           |
| 1998               | Kamloops (Canadá)      | Medalla de oro    | Equipo           |
| 1999               | Saint John (Canadá)    | Medalla de oro    | Equipo           |
| Campeonato Europeo |                        |                   |                  |
| Año                | Lugar                  | Medalla           | Prueba           |
| 1996               | Copenhague (Dinamarca) | Medalla de plata  | Equipo           |
| 1997               | Füssen (Alemania)      | Medalla de oro    | Equipo           |
| 1999               | Chamonix (Francia)     | Medalla de plata  | Equipo           |